# Модуларно тестирање
У програмирању, модуларно тестирање (енгл. Unit testing) је метода тестирања софтвера којом се појединачне јединице изворног кода, скупови једног или више модула рачунарског програма са припадајућим контролним подацима, поступцима употребе и оперативним процедурама, тестирају како би се утврдило да ли су погодне за употребу.

## Опис
Јединствени тестови су обично аутоматизовани тестови које програмери софтвера пишу и изводе како би осигурали да део апликације (познат као „јединица”) испуњава задати дизајн и понаша се како је предвиђено. У процедуралном програмирању јединица може бити читав модул, али је то чешће појединачна функција или поступак. У објектно оријентисаном програмирању јединица је често читав интерфејс, попут класе, али може бити и појединачна метода. Ако се најпре напишу тестови за најмање јединице, а затим сложена понашања између њих, можете изградити свеобухватне тестове за сложене примене.   

## Пример
Ово су тестни случајеви у Јави који специфицирају бројне елементе имплементације. Прво, мора постојати интерфејс који се зове Adder и класа имплементације са конструктором који се зове AdderImpl. Даље, Adder интерфејс треба да има методу која се зове add, са два параметра који су цели бројеви, са повратном вредношћу која је такође цели број. Такође одређује понашање ове методе за мали распон вредности у току бројних метода испитивања. 
```
import static
 
org.junit.Assert.*
;

import
 
org.junit.Test
;

public
 
class
 
TestAdder
 
{

  
@Test

  
public
 
void
 
testSumPositiveNumbersOneAndOne

 
{

    
Adder
 
adder
 
=
 
new
 
AdderImpl
;

    
assert
(
adder
.
add
(
1
,
 
1
)
 
==
 
2
);

  
}

  
// да ли може сабрати два позитивна броја: 1 и 2?

  
@Test

  
public
 
void
 
testSumPositiveNumbersOneAndTwo

 
{

    
Adder
 
adder
 
=
 
new
 
AdderImpl
;

    
assert
(
adder
.
add
(
1
,
 
2
)
 
==
 
3
);

  
}

  
// да ли може сабрати два позитивна броја: 2 и 2?

  
@Test

  
public
 
void
 
testSumPositiveNumbersTwoAndTwo

 
{

    
Adder
 
adder
 
=
 
new
 
AdderImpl
;

    
assert
(
adder
.
add
(
2
,
 
2
)
 
==
 
4
);

  
}

  
// да ли је нула неутрална?

  
@Test

  
public
 
void
 
testSumZeroNeutral

 
{

    
Adder
 
adder
 
=
 
new
 
AdderImpl
;

    
assert
(
adder
.
add
(
0
,
 
0
)
 
==
 
0
);

  
}

  
// да ли може сабрати два негативна броја: -1 и -2?

  
@Test

  
public
 
void
 
testSumNegativeNumbers

 
{

    
Adder
 
adder
 
=
 
new
 
AdderImpl
;

    
assert
(
adder
.
add
(
-
1
,
 
-
2
)
 
==
 
-
3
);

  
}

  
// да ли може сабрати позитиван и негативан број?

  
@Test

  
public
 
void
 
testSumPositiveAndNegative

 
{

    
Adder
 
adder
 
=
 
new
 
AdderImpl
;

    
assert
(
adder
.
add
(
-
1
,
 
1
)
 
==
 
0
);

  
}

  
// шта се дешава са великим бројевима?

  
@Test

  
public
 
void
 
testSumLargeNumbers

 
{

    
Adder
 
adder
 
=
 
new
 
AdderImpl
;

    
assert
(
adder
.
add
(
1234
,
 
988
)
 
==
 
2222
);

  
}

}

```

 У овом случају, модуларни тестови, први написани, делују као дизајнерски документ у којем се наводе облици и понашање жељеног решења, али не и детаљи имплементације који су остављени програмеру. Пратећи праксу „уради најједноставнију ствар која би могла да функционише“, испод је приказано најлакше решење које ће проћи пробни тест. 
```
interface
 
Adder
 
{

  
int
 
add
(
int
 
a
,
 
int
 
b
);

}

class
 
AdderImpl
 
implements
 
Adder
 
{

  
public
 
int
 
add
(
int
 
a
,
 
int
 
b
)
 
{

    
return
 
a
 
+
 
b
;

  
}

}

```